# .biz
.biz（ビズ、ドットビズ）は、ジェネリックトップレベルドメイン（gTLD）の一つで、ビジネス全般に使われることを想定している。.bizの由来は"business"の音節の最初の部分である。このドメインは、既に別の企業などに.comドメインを登録されてしまった企業に代わりのものを提供するために作られた。

## 概要
.bizドメインには登録に必要な条件は特にない。ただし、きちんとした会社か商用でない（例：個人使用、演説用、転売目的）場合は除く。また、ドメインを商標権を持たない者にとられて、商標権を侵害された者を救済する措置もある。
このドメインは、1990年代のインターネットの流行を受けてICANNが2001年に認めた新しいgTLDの一つである。このドメインはNeulevelによって管理されている。
.infoのサービス開始時とは対照的に、.bizでは商標保持者に優先登録権が与えられなかった。しかし、代わりに前もって知的所有権を主張でき、そのとき"STOP"(Startup Trademark Opposition Policy)と呼ばれる方針を通して、どんな登録者に対しても異議申し立てをすることができた。この方針によって、いくつかのドメインは商標権の保有者がドメイン登録者からドメイン名を取り戻すことができた。しかしこの方針を悪用して、一般的な言葉のドメイン名の所有者に対して商標権を主張し、権利を奪いとる「リバースハイジャック」がしばしば起こっている（paint.bizやcanadian.bizなど。後者は後の判決により取り戻されている。）。

## 用途
このドメインは、企業が使用することを意図しているが、実際は制限のない誰でも自由に使えるドメインとなっている。第三者が、紛争解決のポリシーを通してビジネスとは関係ないドメインの登録に対して異議申し立てをすることは可能だが、実際に止められるかといえば現実的ではない。
登録は、公認レジストラを通して行われる。

## オルタネート・ルートと.biz
ICANNが、.bizをトップレベルドメインと認める前から、既に一部のオルタネートルート（ICANN管理外のルートサーバ）でドメイン空間として使われていた。そのため、同じ.bizドメインのホスト名でも使っているDNSによって、IPアドレスが違うといった事態を発生していた。
2007年4月23日より、日本語、中国語の多言語.bizの募集が開始され、日本語.bizの運用ができるようになった。